# Temescserna

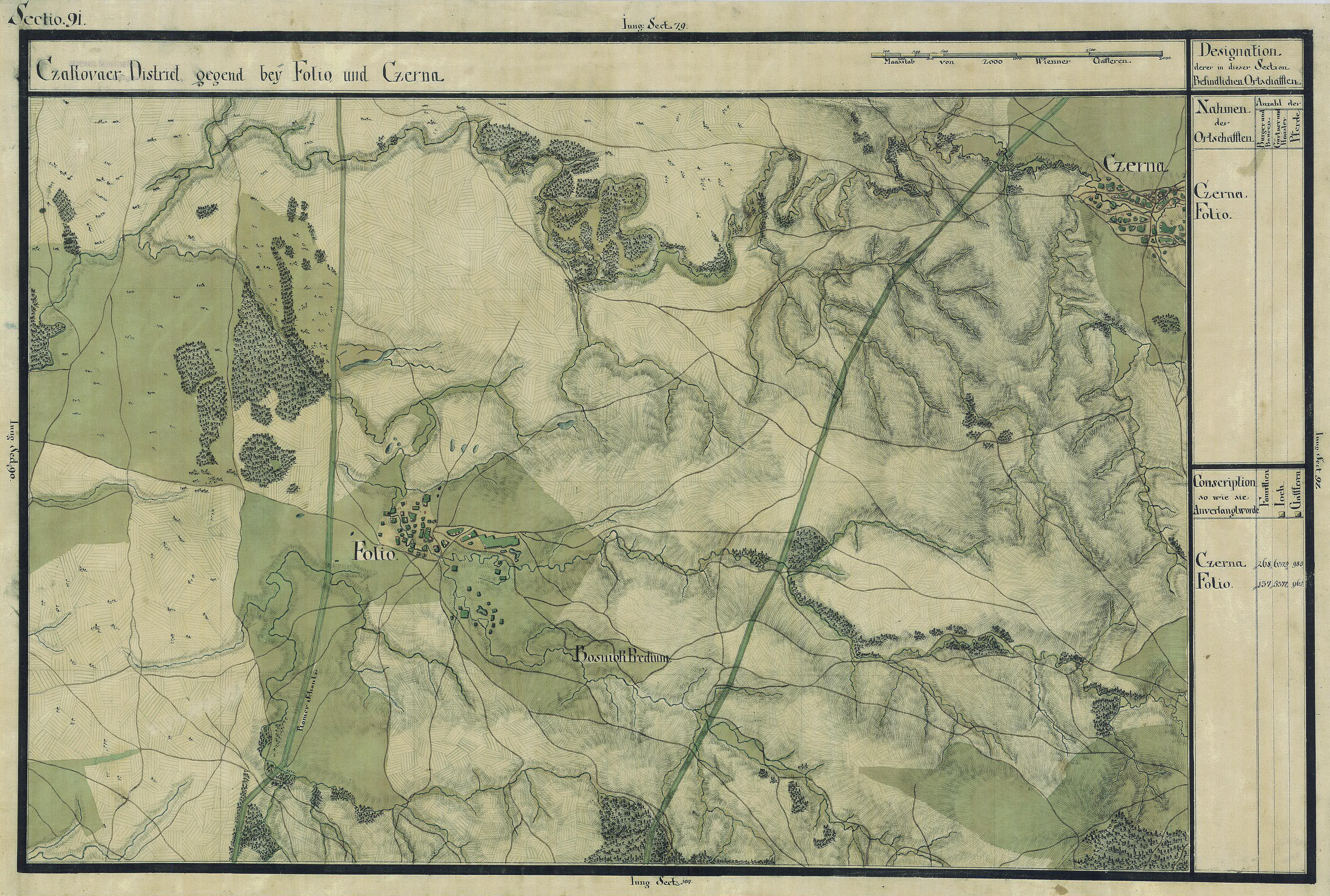
Temescserna egy régi térképen

Temescserna (románul: Cerna), település Romániában, a Bánságban, Temes megyében.

## Fekvése
Temesvártól délkeletre, a Temes egyik mellékvize mellett, Liebling, Temesberény és Sebed közt fekvő település.

## Története
Temescserna nevét már a középkorban is Cserna néven említették az oklevelek. 1453-ból ismerjük birtokosát is, amely a Varjastelki Varjas-család volt.
Az 1723-1725. évi gróf Mercy térképen Czerna néven szerepelt a csákovai kerületben.
1838-ban 48 egész jobbágytelket számoltak össze a településen, a földesura pedig a vallás- és tanulmányi alap volt. 1910-ben 829 lakosából  718 román, 92 magyar, 13 német volt. Ebből 733 görögkeleti ortodox, 68 római katolikus, 12 evangélikus volt.
A trianoni békeszerződés előtt Temes vármegye Csáki járásához tartozott.

## Nevezetességek
- Görög keleti temploma 1902-ben épült.